# Collinas
Collinas – miejscowość i gmina we Włoszech, w regionie Sardynia, w prowincji Sud Sardegna. Graniczy z Gonnostramatza, Lunamatrona, Mogoro, Sardara, Siddi i Villanovaforru.
Według danych na rok 2004 gminę zamieszkiwało 1014 osób, 50,7 os./km².